# Paul Gallico
Paul William Gallico (Nova Iorque, 26 de Julho de 1897 — Mônaco, 15 de Julho de 1976) foi um bem-sucedido escritor Americano, conhecido pelos contos que escreveu. Muitos de seus trabalhos foram adaptados para o cinema. Ele é mais conhecido pelo livro The Snow Goose – talvez sua obra mais famosa – e pelo romance The Poseidon Adventure, principalmente por este ter sido adaptado para vários filmes, como a versão de 1972, muito bem recebida pelos críticos.

## Vida
Gallico nasceu em Nova Iorque. Seu pai era italiano, e sua mãe austríaca; ambos emigraram para Nova Iorque em 1895. Gallico se formou na Universidade Columbia em 1919 e primeiramente ganhou notabilidade na década de 1920 como jornalista esportivo do New York Daily News. Sua carreira foi impulsionada por uma entrevista com o boxeador Jack Dempsey, na qual ele pediu a Dempsey que lutasse contra ele e descreveu como alguém se sentia ao ser nocauteado pelo campeão dos pesos-pesados. Após outros importantes trabalhos, ele virou uma celebridade nacional e um dos mais bem pagos jornalistas esportivos da América. Fundou o Torneio de Boxe Amador Golden Gloves. Seu livro Lou Gehrig: Pride of the Yankees, foi adaptado para um clássico filme sobre esportes.
Ao final dos anos 1930 ele abandonou a profissão de jornalista esportivo e passou a escrever ficção, primeiro escrevendo um artigo intitulado de Adeus aos Esportes (Farewell to Sport), que falava sobre sua decisão. Como ficcionista, obteve grande sucesso com contos que escreveu para revistas, muitos deles aparecendo no The Saturday Evening Post. Muitos de seus romances, incluindo The Snow Goose, são versões expandidas de seus contos lançados em revista.
Gallico uma vez escreveu ao New York Magazine "Eu sou um romancista enferrujado. Não sou literário. Apenas gosto de contar histórias, e meus livros contam histórias… Se eu tivesse vivido há 2 mil anos, estaria explorando cavernas e perguntaria 'Posso entrar? Estou faminto. Gostaria de uma ceia. Em troca, contarei-lhes uma história. Era uma vez…', e contaria-lhes uma história sobre dois homens-da-caverna".
O romance "The Snow Goose" foi publicado em 1940 no The Saturday Evening Post e recebeu o prêmio O. Henry prize para contos em 1941. O crítico Robert van Gelder o chamou de "talvez a história mais sentimental que já tenha tido a honra de receber uma impressão Borzoi (impressão de prestigio do publicador Knopf)". 
Em 1975, a banda inglesa Camel lançou um álbum instrumental chamado "Music Inspired by The Snow Goose", baseado na obra de Gallico. 
Seu conto The Man Who Hated People foi adaptado para o filme Lili (1953) (MGM), estrelado por Leslie Caron. Após o grande sucesso do filme dirigido por Charles Walters, Gallico expandiu seu conto e lançou-o no livro Love of Seven Dolls, em 1954. Mais tarde a história foi utilizada em um musical, Carnival!, com Anna Maria Alberghetti e Jerry Orbach. As versões diferem-se significantemente, mas todas têm como centro a história de um confuso relacionamento entre um grupo de fantoches e a jovem Lili, que é constantemente maltratada pelo cruel titeriteiro que os controla.
Seu Mrs. 'Arris Goes to Paris, publicado em 1958 foi um bestseller, e acabou servindo de base para mais três livros que Gallico veio a escrever, todos sobre a personagem "Mrs. 'Arris".

## Trabalhos
Livros
- Farewell to Sport (1938)
- The Adventures of Hiram Holliday (1939, EUA.: Adventures of Hiram Holliday)
- Who Killed My Buddy (1939)
- The Secret Front (1940, Sequel to The Adventures of Hiram Holliday}
- The Snow Goose (1941)
- Golf Is a Friendly Game (1942)
- Lou Gehrig: Pride of the Yankees (1942)
- Selected Stories of Paul Gallico (1944)
- The Lonely (1947)
- Confessions of a Story Writer (1948)
- Jennie (1950) (EUA: The Abandoned)
- The Small Miracle (1951)
- Trial by Terror (1952)
- Snowflake (1952)
- The Foolish Immortals (1953)
- Love of Seven Dolls (1954)
- Ludmila (1955)
- Thomasina, the Cat Who Thought She Was God (1957)
- Flowers for Mrs. Harris (1958, EUA: Mrs. 'Arris Goes to Paris)
- The Steadfast Man (1958, biography of St. Patrick)
- Too Many Ghosts (1959)
- The Hurricane Story (1960)
- Mrs. Harris Goes to New York (1960, EUA: Mrs. 'Arris Goes to New York)
- Confessions of a Story Teller (1961, EUA: Further Confessions of a Story Writer)
- Scruffy (1962)
- Coronation (1962)
- Love, Let Me Not Hunger (1963)
- The Day the Guinea-Pig Talked (1963)
- Three Stories (1964, EUA: Three Legends)
- The Hand of Mary Constable (1964, sequel to Too Many Ghosts)
- The Silent Miaow (1964)
- The Day Jean-Pierre was Pignapped (1964)
- Mrs. Harris, M.P. (1965, EUA: Mrs. 'Arris Goes to Parliament)
- The Day Jean-Pierre Went Round the World (1965)
- The Golden People (1965)
- The Man Who Was Magic (1966)
- The Story of Silent Night (1967)
- The Revealing Eye (1967)
- Gallico Magic (1967)
- Manxmouse (1968)
- The Poseidon Adventure (1969)
- The Day Jean-Pierre Joined the Circus (1969)
- Matilda (1970)
- The Zoo Gang (1971)
- Honourable Cat (1972, EUA: Honorable Cat)
- The Boy Who Invented the Bubble Gun (1974)
- Mrs. Harris Goes to Moscow (1974, EUA: Mrs. 'Arris Goes to Moscow)
- Miracle in the Wilderness (1975)
- Beyond the Poseidon Adventure (1978)
- The House That Wouldn't Go Away (1979)
- The Best of Paul Gallico (1988)
- Under the Clock (trabalho inédito de Paul e sua esposa Pauline)

### Lista de adaptações selecionadas
Filmes
- 1942, Joe Smith, American
- 1942, Pride of the Yankees
- 1945, The Clock
- 1952, Assignment – Paris!
- 1953, Lili, based on The Love of Seven Dolls
- 1958, Merry Andrew, baseado em "The Romance of Henry Menafee"
- 1958, Ein wunderbarer Sommer, baseado em Ludmila
- 1964, The Three Lives of Thomasina, based on Thomasina: The Cat Who Thought She Was God (1957)
- 1971, The Snow Goose
- 1972, The Poseidon Adventure
- 1972, Honorable Cat
- 1978, Matilda
- 1979, Beyond the Poseidon Adventure
- 1991, Mad Lori (Russia), baseado em Thomasina
- 1992, Mrs. 'Arris Goes to Paris
- 2022, Mrs. Harris Goes to Paris

Televisão
- 1974, The Zoo Gang
- 1978, A Fire in the Sky
- 1956–1957, The Adventures of Hiram Holliday
- 1969, Daughter of the Mind, baseado em The Hand of Mary Constable
- 1979, Tondemo Nezumi Daikatsuyaku: Manxmouse (Manxmouse's Great Activity, conhecido em inglês como The Legend of Manxmouse)

Rádio
- 1949, "Twas the Night Before Christmas", conto dramatizado como Atração 66 da série de rádio da NBC Radio City Playhouse
- 2010, The Lonely[1]

Musicais de palco
- Carnival!, baseado em  The Love of Seven Dolls
- Flowers for Mrs. Harris

Música
- 1975, Music Inspired by The Snow Goose, álbum da banda britânica de rock progressivo Camel, baseado em The Snow Goose